# Народи Африки

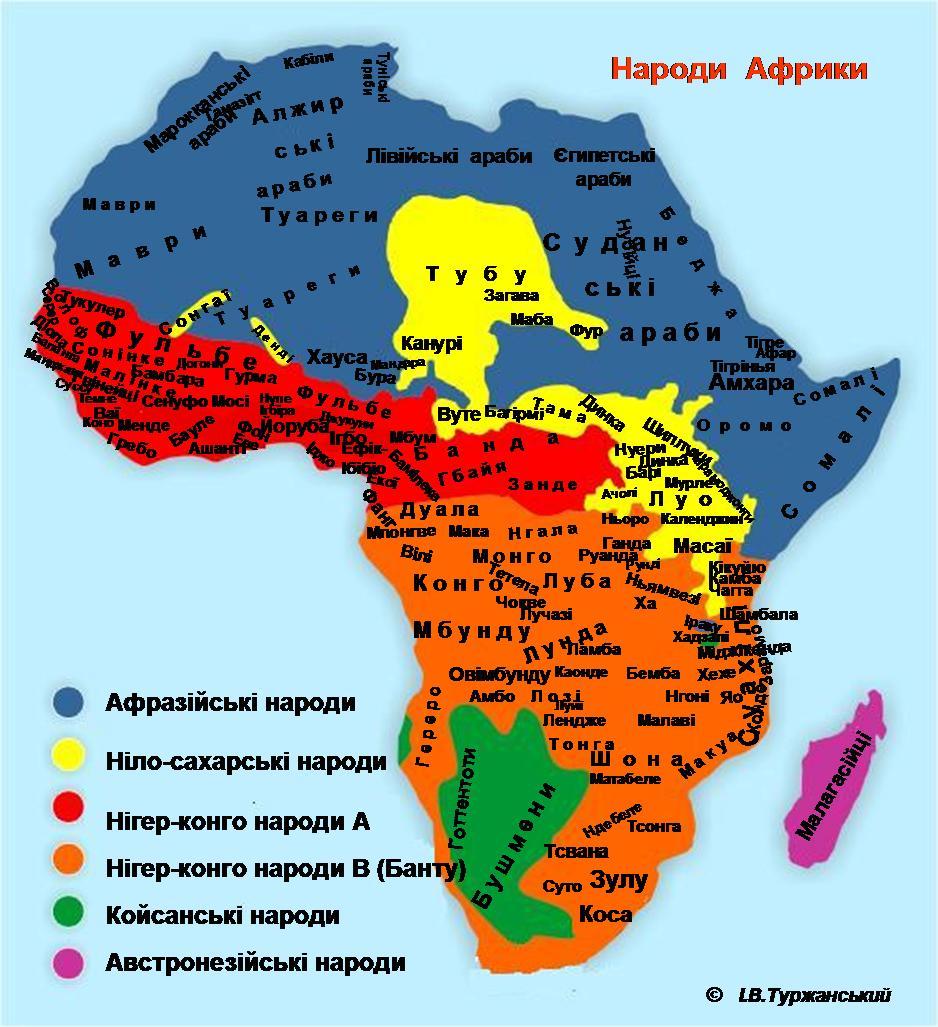
Етнографічна мапа Африки

В Африці налічують від 500 до 7000 народів і етнічних груп. Такий різнобій пояснюється неясністю розмежування народів та їх підрозділів. Найімовірніше число народів і великих етнічних спільнот, що об'єднують кілька близькоспоріднених народів, коливається від 1 до 2 тисяч.
Більшість народів Африки налічують по кілька тисяч, або навіть сотень людей і населяють 1—2 села. Майже 90 % населення Африки становлять 120 народів чисельністю понад 1 млн осіб, з них 2/3 припадає на 30 народів, чисельністю понад 5 млн осіб.
Помітно більше 1/3 населення Тропічної Африки (і майже половину населення всієї Африки) складають не менше 10 найбільших народів, чисельністю понад 10 млн осіб: араби, хауса, фульбе, йоруба, ігбо, амхарці, оромо, руанда, малагасійці, зулуси.